# Réserve naturelle volontaire Fretigne et Vallette
La réserve naturelle volontaire de Fretigne et Vallette est une ancienne réserve naturelle volontaire située dans le département de la Corrèze, qui a une superficie de 193 hectares. Cette réserve a été créée en 1991 et est située dans les communes de Soursac et Auriac.

## Histoire du site et de la réserve
L'intérêt du site aboutit à un classement en RNV en 1991 pour une durée de 6 ans. La loi « démocratie de proximité » du 27 février 2002 transforme les RNV en réserves naturelles régionales (RNR), ce qui est le cas pour le bois de Fretigne et Valette. 
Le décret d'application no 2005-491 du 18 mai 2005 précise dans son article 6 que « le classement en RNR court jusqu'à l'échéance de l'agrément qui avait été initialement accordé à la réserve volontaire ». Le classement en RNR a donc pris fin après l'échéance du dernier agrément, probablement au début des années 2000.
Le périmètre fait l'objet d'un classement comme ZNIEFF, sur une superficie de 367 ha.